# Lördagkväll, Telemark
Lördagkväll, Telemark (norska: Lørdagskveld, Telemark) är en oljemålning av den norske konstnären Halfdan Egedius från 1893. Målningen är utställd på Nasjonalmuseet for kunst, arkitektur og design i Oslo.
Den stämningsfulla målningen är utförd i Bø i Telemark. Egedius kom för första gången till Telemark 1892. Där träffade han vännen och konstnären Torleif Stadskleiv. Året därpå målade han sitt första mästerverk, Lördagkväll, Telemark, som föreställer två ynglingar som ska ut på nattfrieri en sommarkväll. De vandrar sida vid sida i det daggvåta gräset. Stadskleiv stod modell för den ena ynglingen. 
Egedius var endast 16 år när han målade Lördagkväll, Telemark. Han dog 1899, bara 21 år gammal. Målningen blev motiv för ett norskt frimärke 1977.